# Sumber Makmur (Mesuji)
Sumber Makmur is een bestuurslaag in het regentschap Mesuji van de provincie Lampung, Indonesië. Sumber Makmur telt 2644 inwoners (volkstelling 2010).